# Liquid Drum and Bass
Liquid Drum and Bass (Liquid DnB oder kurz Liquid) ist ein Subgenre des Drum and Bass. Diese Stilart zeichnet sich durch den vielschichtigen Einsatz von Harmonien, Melodien und atmosphärischen Klängen aus und enthält viele Einflüsse aus den Musikrichtungen Jazz, Soul, Funk, Blues und Ambient. 
Liquid Drum and Bass wird als eine Weiterentwicklung des Jazzstep angesehen, mit Überschneidungen des verwandten Subgenres Atmospheric Drum and Bass.

## Geschichte
Die Bezeichnung Liquid Funk kam zum ersten Mal im Jahre 2000 auf, als der Drum-and-Bass-Produzent Fabio die gleichnamige Compilation auf dem Label Creative Sources veröffentlichte. Diese war von Einflüssen aus anderen Musikrichtungen wie Ambient, Funk, Disco, House und Trance sowie dem weit verbreiteten Einsatz von Gesang gekennzeichnet. Doch schon 1998 veröffentlichte Grooverider das Album Mysteries Of Funk, das sich durch seinen ruhigen Charakter und Einflüssen aus den Genres Jazz und Funk auszeichnete.

## Stiltypische Tracks
- Bachelors Of Science – Song For Lovers
- BCee – Disciple
- Brookes Brothers – Snowman
- Calibre – Even If…
- Changing Faces - Everything is gone (ft. Charli Brix)
- Command Strange – True Love
- Commix – Just Me
- Etherwood – Spoken
- Fred V & Grafix – Room To Breathe
- High Contrast – Music Is Everything
- Keeno – Painted
- Logistics – Together
- Madmen & Poets – Scandinavian Sunday
- Maduk – Feel Good
- Mutt – I Used To
- Netsky feat. Selah Sue – Get Away From Here
- Technicolour & Komatic – Daydreamer
- Utah Jazz – Circa 96

## Bekannte Vertreter
- Bachelors Of Science
- Brookes Brothers
- Calibre
- Danny Byrd
- DJ Marky
- High Contrast
- London Elektricity
- LTJ Bukem
- Netsky
- Rudimental
- Shapeshifter
- Etherwood

## Bekannte Labels
- Hospital Records
- Liquicity
- UKF Drum & Bass
- Fokuz Recordings
- Celsius Recordings
- Shogun Audio
- Signature Recordings
- Spearhead Records